# Menemerus raji
Menemerus raji är en spindelart som beskrevs av Sarah Creecie Dyal 1935. Menemerus raji ingår i släktet Menemerus och familjen hoppspindlar. Inga underarter finns listade i Catalogue of Life.